# Georgia Parkes
Georgia Parkes (Australia, 30 de mayo de 1965) es una nadadora australiana retirada especializada en pruebas de estilo espalda larga distancia, donde consiguió ser subcampeona mundial en 1982 en los 200 metros estilo espalda.

## Carrera deportiva
En el Campeonato Mundial de Natación de 1982 celebrado en Guayaquil (Ecuador), ganó la medalla de plata en los 200 metros estilo espalda, con un tiempo de 2:14.98 segundos, tras la alemana Kornelia Sirch  (oro con 2:09.91 segundos que fue récord del mundo) y por delante de la rumana Cornelia Bonaciu  (bronce con 2:15.40 segundos).